# Estádio Municipal Radialista Mário Helênio
Het Estádio Municipal Radialista Mário Helênio is een multifunctioneel stadion in Juiz de Fora, een stad in Brazilië. 
Het stadion wordt vooral gebruikt voor voetbalwedstrijden, de voetbalclub Tupi FC maakt gebruik van dit stadion. 
In het stadion is plaats voor 31.863 toeschouwers. Het stadion werd geopend in 1988.